# ダニエル・ウィリアムズ

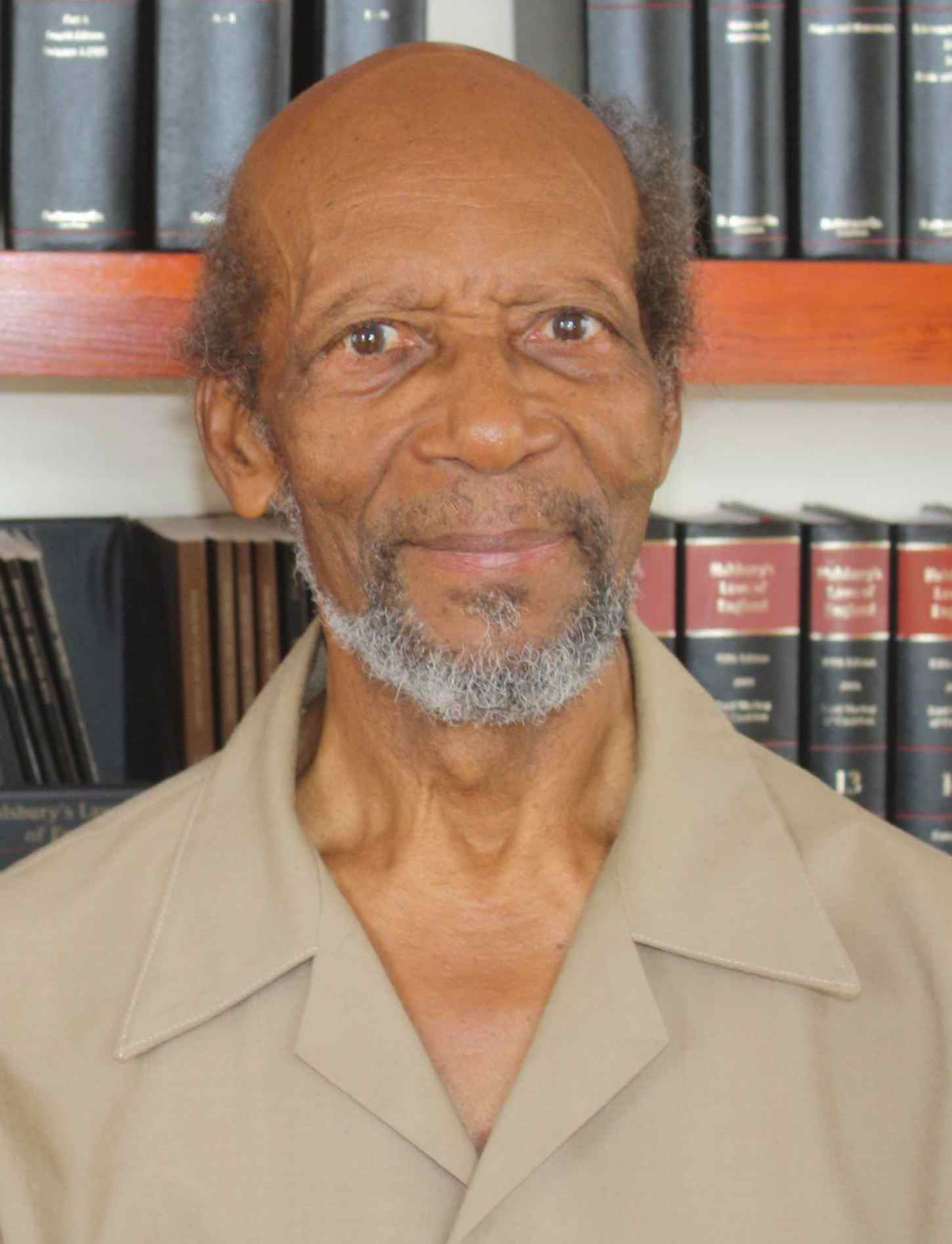
ダニエル・ウィリアムズ(2012年)

サー・ダニエル・チャールズ・ウィリアムズ（英: Sir Daniel Charles Williams、1935年11月4日 - 2024年10月2日）は、グレナダの元総督。

## 生涯
セント・デイヴィッド教区出身。1996年8月9日にエリザベス2世女王によって任命されて以来、2008年11月27日まで務めた。任期中、キース・ミッチェルとティルマン・トーマスを首相に任命している。
2006年8月にセント・ポール大聖堂で行われたエリザベス女王の80歳を祝う祝賀会に各国元首、他の英連邦総督などと共に出席している。
闘病の末、2024年10月2日に死去。88歳没。